# Ekologisk nisch
En ekologisk nisch är det levnadsområde där en enskild art kan överleva och reproducera sig. Detta avser egenskaper som temperatur, vegetation och mattillgång. För varje egenskap finns ett visst intervall där arten kan leva.
I teorin är en arts nisch alla miljöområden där arten kan leva, men i verkligheten bebor många arter inte alla dessa möjliga områden. Artens verkliga nisch är därför bara den del av den teoretiska nischen som arten upptar.
På grund av konkurrensen mellan olika arter tvingas varje art att utveckla en egen ekologisk nisch. En art med en nisch väldigt olik andra arters nischer har bättre överlevnadsförmåga, eftersom den då inte konkurrerar med någon annan art. Ett område (habitat) med många olika nischer (dvs. större biodiversitet) har bättre chans att klara hot från för området främmande arter.
När en nisch förstörs av mänsklig aktivitet förstörs ofta också nischerna för många andra arter, och biodiversiteten (biologisk mångfald) minskar. Till exempel kan många insekter förlora sin nisch när ett träd huggs ner och inte samma trädart återplanteras.
Ekologiska nischer kan vara både smala och breda. 
Ett exempel på en ekologisk nisch är detta:
Bladlöss
I en trädgård brukar det finnas flera olika arter av bladlöss. Alla äter växtsaft från träd eller buskar och lever på ungefär samma sätt. Trots det konkurrerar inte arterna med varandra om maten. Det beror på att bladlössen har olika nischer genom att de lever på olika sorters växter. Plommonbladlusen äter på plommonträd, vinbärsbladlusen på vinbärsbuskar, äpplebladlusen på äppleträd o.s.v.